# Ragazzo solo, ragazza sola
"Ragazzo solo, ragazza sola" é uma versão em italiano do primeiro single de David Bowie, "Space Oddity", com letra escrita por Mogol.
Esta versão de "Space Oddity" foi encomendada para o mercado italiano e lançada no início de 1970. Duas bandas italianas, Equipe 84 e The Computers, haviam gravado suas próprias versões italianas de "Space Oddity" e a gravadora de Bowie achou que isso ameaçava o sucesso do cantor na Itália. Em vez de traduzir a letra da versão original, o compositor Mogol escreveu uma história de amor sobre dois jovens que se encontram no topo de uma montanha. "Ragazzo solo, ragazza sola" significa "Garoto sozinho, garota sozinha". Bowie gravou os vocais em italiano em 20 de dezembro de 1969.
Esta versão foi posteriormente lançada no álbum Rare.

## Faixas
1. "Ragazzo solo, ragazza sola" (Bowie, Mogol) – 5:15
2. "Wild Eyed Boy from Freecloud" (Bowie) – 4:59

## Créditos de produção
- Produtor: Gus Dudgeon
- Músicos:
  - David Bowie – vocais, guitarra, Stylophone
  - Herbie Flowers – baixo
  - Terry Cox – bateria
  - Rick Wakeman – Mellotron
  - Cordas - não creditado